# Оскерко, Степан Михаил
Степан Михаил Оскерко (12 сентября 1712, Новогрудчина — 1780) — экономист-утопист, юрист, советник юстиции короля Фридриха II.

## Биография
Родился в семье Антона Оскерко (ок. 1670—1734), писаря великого литовского и каштеляна новогрудского. Учился в Слуцкой гимназии. Продолжил учёбу в Кёнигсберге и Берлине. Из-за преследований иезуитами отца, вынужден был вернуться на родину и сменить протестантскую веру на католическую.
В середине 1730-х годов перешёл обратно в протестантизм и вновь перебрался в Пруссию, ко двору короля Пруссии Фридриха II, став его советником юстиции.
В 1760 году написал экономический трактат «Скромный план переустройства пустошей Бранденбургской марки» («Unmaßgeblicher Plan wegen baldigen Besetzung derer wüsten contribuablen Hufen in der Chur Marck Brandenburg…»), представленный королю Фридриху (в настоящее время хранится в Российской национальной библиотеке в Санкт-Петербурге). Впервые ввёл в научный оборот термин «план».
Оскерко предвосхитил идеи утопистов рубежа XVIII—XIX веков — К. А. Сен-Симона, Ш. Фурье, Р. Оуэна.